# Pseudocercospora aranetae
Pseudocercospora aranetae är en svampart som beskrevs av Borlaza & Roldan ex J.M. Yen 1980. Pseudocercospora aranetae ingår i släktet Pseudocercospora och familjen Mycosphaerellaceae.   Inga underarter finns listade i Catalogue of Life.